# Guéret
Guéret là một xã trong vùng Nouvelle-Aquitaine, thuộc tỉnh Creuse, quận Guéret, chef-lieu của 3 tổng. Tọa độ địa lý của xã là 46° 10' vĩ độ bắc, 01° 52' kinh độ đông. Guéret nằm trên độ cao trung bình là 436 mét trên mực nước biển, có điểm thấp nhất là 350 mét và điểm cao nhất là 685 mét. Xã có diện tích 26,21 km², dân số vào thời điểm 1999 là 14.123 người; mật độ dân số là 539 người/km².

## Khí hậu
Guéret có khí hậu đại dương (phân loại khí hậu Köppen Cfb).
| Dữ liệu khí hậu của Guéret              | Dữ liệu khí hậu của Guéret | Dữ liệu khí hậu của Guéret | Dữ liệu khí hậu của Guéret | Dữ liệu khí hậu của Guéret | Dữ liệu khí hậu của Guéret | Dữ liệu khí hậu của Guéret | Dữ liệu khí hậu của Guéret | Dữ liệu khí hậu của Guéret | Dữ liệu khí hậu của Guéret | Dữ liệu khí hậu của Guéret | Dữ liệu khí hậu của Guéret | Dữ liệu khí hậu của Guéret | Dữ liệu khí hậu của Guéret |
| Tháng                                   | 1                          | 2                          | 3                          | 4                          | 5                          | 6                          | 7                          | 8                          | 9                          | 10                         | 11                         | 12                         | Năm                        |
| --------------------------------------- | -------------------------- | -------------------------- | -------------------------- | -------------------------- | -------------------------- | -------------------------- | -------------------------- | -------------------------- | -------------------------- | -------------------------- | -------------------------- | -------------------------- | -------------------------- |
| Cao kỉ lục °C (°F)                      | 18.3 (64.9)                | 22.6 (72.7)                | 25.3 (77.5)                | 29.4 (84.9)                | 31.7 (89.1)                | 36.4 (97.5)                | 38.5 (101.3)               | 40.0 (104.0)               | 33.5 (92.3)                | 28.6 (83.5)                | 25.7 (78.3)                | 19.9 (67.8)                | 40.0 (104.0)               |
| Trung bình ngày tối đa °C (°F)          | 6.7 (44.1)                 | 8.0 (46.4)                 | 11.6 (52.9)                | 13.8 (56.8)                | 18.3 (64.9)                | 21.3 (70.3)                | 23.6 (74.5)                | 24.1 (75.4)                | 19.8 (67.6)                | 15.7 (60.3)                | 9.4 (48.9)                 | 6.5 (43.7)                 | 14.9 (58.8)                |
| Trung bình ngày °C (°F)                 | 4.1 (39.4)                 | 4.9 (40.8)                 | 7.7 (45.9)                 | 9.7 (49.5)                 | 14.0 (57.2)                | 16.9 (62.4)                | 19.0 (66.2)                | 19.4 (66.9)                | 15.6 (60.1)                | 12.3 (54.1)                | 6.8 (44.2)                 | 4.1 (39.4)                 | 11.2 (52.2)                |
| Tối thiểu trung bình ngày °C (°F)       | 1.5 (34.7)                 | 1.7 (35.1)                 | 3.8 (38.8)                 | 5.5 (41.9)                 | 9.5 (49.1)                 | 12.4 (54.3)                | 14.2 (57.6)                | 14.7 (58.5)                | 11.3 (52.3)                | 8.8 (47.8)                 | 4.1 (39.4)                 | 1.7 (35.1)                 | 7.4 (45.3)                 |
| Thấp kỉ lục °C (°F)                     | −12.1 (10.2)               | −13.7 (7.3)                | −11.8 (10.8)               | −5.5 (22.1)                | −2.0 (28.4)                | 2.5 (36.5)                 | 3.5 (38.3)                 | 3.5 (38.3)                 | −1.5 (29.3)                | −4.7 (23.5)                | −9.0 (15.8)                | −11.7 (10.9)               | −13.7 (7.3)                |
| Lượng Giáng thủy trung bình mm (inches) | 92.2 (3.63)                | 89.2 (3.51)                | 83.7 (3.30)                | 94.0 (3.70)                | 99.9 (3.93)                | 79.8 (3.14)                | 82.3 (3.24)                | 75.0 (2.95)                | 88.0 (3.46)                | 93.7 (3.69)                | 98.6 (3.88)                | 93.7 (3.69)                | 1.070,7 (42.15)            |
| Số ngày giáng thủy trung bình           | 13.4                       | 12.3                       | 10.8                       | 12.9                       | 12.7                       | 10.1                       | 9.6                        | 8.7                        | 10.1                       | 12.4                       | 13.6                       | 12.5                       | 139.1                      |
| Số giờ nắng trung bình tháng            | 79.1                       | 97.2                       | 137.4                      | 138.8                      | 177.8                      | 169.3                      | 219.2                      | 242.5                      | 183.9                      | 122.1                      | 82.5                       | 63.2                       | 1.710,7                    |
| Nguồn 1: Météo Climat                   |                            |                            |                            |                            |                            |                            |                            |                            |                            |                            |                            |                            |                            |
| Nguồn 2: Météo Climat                   |                            |                            |                            |                            |                            |                            |                            |                            |                            |                            |                            |                            |                            |

## Thông tin nhân khẩu
| 1962   | 1968   | 1975   | 1982   | 1990   | 1999   |
| ------ | ------ | ------ | ------ | ------ | ------ |
| 11 384 | 12 849 | 14 855 | 15 720 | 14 706 | 14 123 |

## Các thành phố kết nghĩa
- Stein (Mittelfranken), Đức

## Nhân vật nổi tiếng
- Marcel Jouhandeau (1888–1979), nhà văn.

## Địa điểm tham quan
- Hôtel des Moneyroux
- Présidial (thế kỉ 16) ngày nay là tòa thị chính.
- Musée de la Sénatorerie